# Bataille de la Powder
Guerre des Black Hills
Batailles
Guerre des Black Hills :
- Big Horn Expedition (en)
- Powder
- Prairie Dog Creek (en)
- Rosebud Creek
- Little Bighorn
- Warbonnet Creek
- Slim Buttes
- Cedar Creek
- Dull Knife
- Wolf Mountain (en)
- Little Muddy Creek

La bataille de la Powder, également connue sous le nom de bataille de Reynolds, est l'attaque d'un campement cheyenne par des troupes de la US Army le 17 mars 1876 dans le Territoire du Montana, marquant le début de la guerre des Black Hills. Bien qu'ayant détruit une grande partie des biens des Amérindiens, l'attaque a été mal exécutée et a probablement consolidé la résistance des Cheyennes et des Lakotas à la tentative des Américains de les forcer à vendre les Black Hills et à vivre dans une réserve.